# 伯爵夫人 (1967年の映画)
『伯爵夫人』（はくしゃくふじん、原題：A Countess from Hong Kong）は、1967年に公開された喜劇映画で、チャールズ・チャップリン最後の監督作品。本作はチャップリン作品中、唯一のカラー映画である。また、チャップリンが自分の監督作品で主演をしなかったのはこの「伯爵夫人」と、1923年公開の「巴里の女性」（A Woman of Paris）のみである。チャップリンは端役でカメオ出演しているが、これは彼がスクリーンに見せた最後の姿となった。主演はマーロン・ブランド、ソフィア・ローレン、ティッピ・ヘドレン、そしてチャップリンの次男であるシドニー・アール・チャップリン。
本作は興行的に失敗し、批評家からの評価も得られなかった。しかし、チャップリン自身が作曲した劇中の楽曲 "This Is My Song"(邦題:『愛のセレナーデ』) は、ペトゥラ・クラークの歌唱によりヒット曲となり、制作費の赤字が穴埋めされることとなった。

## ストーリー
駐サウジアラビア大使に任命されたオグデン・ミアーズ（マーロン・ブランド）は、世界旅行を終え、アメリカに帰国する船の上にいた。彼は寄港した香港でロシアからの伯爵夫人ナターシャ（ソフィア・ローレン）に会う。彼女は売春行為を強要される香港での生活から逃れるため、オグデンの乗る船に忍び込み密航を図るが、オグデンに見つかってしまう。 

## キャスト
| 役名                                 | 俳優                           | 日本語吹替                                                                    | 日本語吹替 |
| 役名                                 | 俳優                           | TBS版                                                                         | ソフト版   |
| ------------------------------------ | ------------------------------ | ----------------------------------------------------------------------------- | ---------- |
| オグデン・ミアーズ                   | マーロン・ブランド             | 川合伸旺                                                                      | 土師孝也   |
| ナターシャ・アレクサンドロフ伯爵夫人 | ソフィア・ローレン             | 富永美沙子                                                                    | 深見梨加   |
| ハーヴェイ・クロザーズ               | シドニー・アール・チャップリン | 肝付兼太                                                                      | 伊藤和晃   |
| ハドソン                             | パトリック・カーギル           | 八奈見乗児                                                                    | 佐々木敏   |
| マーサ・ミアーズ                     | ティッピ・ヘドレン             | 山本嘉子                                                                      | 渡辺美佐   |
| クラーク                             | オリバー・ジョンストン         |                                                                               |            |
| ジョン・フェリックス                 | マイケル・メドウィン           |                                                                               |            |
| 船長                                 | ジョン・ポール                 |                                                                               |            |
| ミス・ゴールズウォロー               | マーガレット・ラザフォード     |                                                                               |            |
| 社交界の娘                           | アンジェラ・スカウラー         |                                                                               |            |
| ダンス会場の娘                       | ジェラルディン・チャップリン   |                                                                               |            |
| 年老いた接客係                       | チャールズ・チャップリン       | 野本礼三                                                                      |            |
| 不明 その他                          |                                | 田中亮一 杉田郁子 鈴木れい子 吉田理保子 細井重之 村松康雄 水鳥鉄夫 荘司美代子 |            |
|                                      |                                |                                                                               |            |
| 演出                                 | 演出                           | 左近允洋                                                                      |            |
| 翻訳                                 | 翻訳                           | 磯村愛子                                                                      |            |
| 効果                                 | 効果                           | PAG                                                                           |            |
| 調整                                 | 調整                           | 坂巻四郎                                                                      |            |
| 制作                                 | 制作                           | グロービジョン                                                                |            |
| 解説                                 | 解説                           | 荻昌弘                                                                        |            |
| 初回放送                             | 初回放送                       | 1975年4月28日 『月曜ロードショー』                                            |            |

## 製作
この映画はチャップリンが1930年代に彼の妻ポーレット・ゴダードを主演とした『密航者(英:The Stowaway)』として企画された作品を下地として制作されたものである。
本作は、ティッピ・ヘドレンがアルフレッド・ヒッチコック監督の作品でスターとなった後、最初に出演した作品であった。ヘドレンはこの作品に高い期待を抱いていたが、台本を受け取ると期待は失望に変わった。ヘドレンの役は、ブランドの疎遠になった妻という小さなもので、ヘドレンはチャップリンに彼女の役の出番を増やすように求めた。チャップリンはヘドレンの願いを叶えようとしたが出来なかった。本作のストーリーの大半は船の中で進行し、ヘドレンの役は映画の終わり近くに乗船してくる設定だったからである。最終的にヘドレンはこの役を受け入れ、後にチャップリンの作品に出演できた喜びを語っている。
なお、本作はハリウッド資本で製作されているが、撮影は全てロンドン郊外にあるパインウッド・スタジオにて1966年に行われた。

## エピソード
- 主役を演じたブランドは、当時をふりかえって「ローレンの息が臭かった」とコメントしている。

## 評価
後年のことになるが、本作を当時のモラルに対する異議を包含していることを指摘する評価もある。「『伯爵夫人』は、偽善を蔓延させ、長年にわたり異議を唱えられてきた道徳主義に踏み込んでいる。チャップリンは性の革命のはるか以前から性革命家であった」（リチャード・ブロディ、『ザ・ニューヨーカー』2012年12月18日）

### ランキング
- 1967年 第41回「キネマ旬報ベストテン・外国映画」（キネマ旬報発表）第19位[3]